# Coltivazioni erbacee
Con il termine ”coltivazioni erbacee” si intende indicare la disciplina tecnico-scientifica che si occupa della coltivazione delle piante a consistenza erbacea, cioè che non hanno subito il processo di lignificazione.

## Tipologie
Possiamo distinguere diverse tipologie di piante erbacee:
- Piante annuali, le quali hanno durata di un anno;
- Piante biennali, le quali ricoprono complessivamente due anni solari;
- Piante poliennali, le quali grazie alle gemme basali, sono in grado di permanere sul terreno per più anni, il classico esempio è rappresentato dalla (Medicago sativa), erba medica.

Inoltre a seconda della destinazione possiamo raggrupparle in:
- Cereali
- Civaie o leguminose da granella
- Piante da radici e da tubero
- Piante industriali
- Foraggere
- Orticole
- Piante officinali
- Piante da fiore

Altre tipologie sono:
- Coltivazioni arboree
- Arbusti

## Piante industriali
Sono tali le piante le cui coltivazioni producono materie prime prevalentemente destinate alla trasformazione industriale. Generalmente si coltivano su ampie superfici in regime intensivo o estensivo, con ampio ricorso alla meccanizzazione nelle regioni in cui è elevato il costo del lavoro. Pur non essendoci un criterio rigido, le coltivazioni erbacee industriali sono classificate per categorie basate fondamentalmente sulla destinazione principale del prodotto e sulla affinità botanica.
Le categorie di colture industriali con le principali specie agrarie, in termini di importanza, sono le seguenti:
- Piante da zucchero o saccarifere, secondariamente alcoligene. Sono destinate all'estrazione del saccarosio e, secondariamente, alla produzione di bioetanolo e di bevande alcoliche: canna da zucchero, barbabietola da zucchero
- Cereali. Sono destinate prevalentemente all'alimentazione umana e alla zootecnica con la produzione di farina, semola e altri prodotti secondari a base di amidi e, secondariamente, alla produzione di bevande alcoliche: mais, frumento, orzo, riso
- Piante oleoproteaginose. Destinate alla produzione di olio vegetale, per usi alimentari e non, e, secondariamente, di mangimi per il bestiame: soia, girasole, arachide, sesamo
- Piante proteaginose. Destinate prevalentemente alla produzione di mangimi per il bestiame, si identificano con le civaie sensu lato, ma il settore coinvolge quasi esclusivamente il pisello proteico.
- Piante da fibra. Destinate principalmente alla produzione di fibre tessili e all'estrazione della cellulosa e, secondariamente, come piante oleoproteaginose per l'estrazione di oli e produzione di mangimi per il bestiame: cotone, lino, canapa
- Piante officinali, aromatiche e da droga. Destinate all'estrazione di materiali o principi attivi medicinali, aromatici o psicoattive: tabacco, menta, lavanda.